# James Marshall
James Marshall (født 2. januar 1967) er en amerikansk skuespiller. Han har bl.a. medvirket i Twin Peaks og Et spørgsmål om ære.